# Urocissa ornata
Urocissa ornata е вид птица от семейство Вранови (Corvidae). Видът е световно застрашен, със статут Уязвим.

## Разпространение
Разпространен е в Шри Ланка.